# دانشگاه علوم پزشکی کردستان
دانشگاه علوم پزشکی کردستان (به کردی:زانستگای پزیشکی کوردستان) در سال ۱۳۶۵ به عنوان مجموعه آموزشی پژوهشی سازمان منطقه‌ای بهداشت و درمان استان کردستان تأسیس شد.

## تاریخچه
برنامه‌های آموزشی این دانشگاه از ابتدا تحت عنوان آموزشکده پزشکی و پیراپزشکی از آبان و بهمن ماه سال ۱۳۶۵ با پذیرش ۷۶ نفر دانشجو در رشته کاردانی (۴۴ نفر علوم آزمایشگاهی و۳۲ نفر پرستاری) شروع و متعاقب آن در مهرماه و بهمن ماه سال ۱۳۶۶ تعداد ۶۶نفر دانشجو شامل (۲۸ نفر کاردان علوم آزمایشگاهی و۳۸ نفر کارشناس پرستاری) پذیرفته شدند و این روند با پذیرش دانشجو در رشته کاردانی مامائی علاوه بر رشته‌های یادشده ادامه یافت. در سال تحصیلی ۱۳۷۰–۱۳۷۱ آموزش رشته پزشکی و رشته‌های پیراپزشکی در مقطع کاردانی (شامل بهداشت خانواده، مبارزه با بیماری‌ها، بهداشت محیط) نیز اضافه گردید که دانشجویان رشته پزشکی سهمیه این استان در دانشگاه‌های علوم پزشکی (اصفهان، ایران و زنجان) و دانشکده علوم پزشکی قزوین به تحصیل مشغول بودند که در سال ۱۳۶۸ با همت مسئولین وزارت متبوع و با تأسیس و ایجاد دانشکده علوم پزشکی در استان موافقت گردید و متعاقب آن در مردادماه سال ۱۳۷۱ به دانشگاه علوم پزشکی و خدمات بهداشتی درمانی ارتقاء یافت.

## معاونت‌ها
- معاونت امور بهداشتی و مرکز بهداشت استان
- معاونت درمان
- معاونت توسعه مدیریت و منابع
- معاونت آموزشی
- معاونت پژوهش و فناوری
- معاونت دانشجویی و فرهنگی
- معاونت غذا و دارو

## دانشکده‌ها

### دانشکده بهداشت
این دانشکده فعالیت خود را در سال 1364 با پذیرش دانشجو تحت عنوان کاردانی بهداشت در مجتمع آموزشی و پژوهشی کردستان شروع کرد و در سال 1370 اولین دوره کاردانی در رشته‌های بهداشت محیط و بهداشت خانواده در آموزشکده بهداشت پذیرفته شدند. با تبدیل آموزشکده بهداشت به دانشکده بهداشت در سال 1380 فعالیت رسمی این دانشکده شروع شد. در حال حاضر این دانشکده در سه گروه آموزشی و در مقاطع مختلف تحصیلی (کارشناسی، کارشناسی ارشد، و دکترای پژوهشی) دارای 2 نفر استاد عضو هیئت علمی تمام وقت، 2 نفر دانشیار عضو هیئت علمی تمام وقت، 9 نفر استادیار عضو هیئت علمی تمام وقت، 3 نفر عضو هیئت علمی مربی، و 4 نفر فوق لیسانس غیرهیئت علمی می‌باشد.
مساحت زیربنای دانشکده بهداشت ۳۰۱۰ متر مربع می‌باشد و سه گروه آموزشی دارد:
- گروه مهندسی بهداشت محیط[۳]
- گروه مهندسی بهداشت حرفه ای[۴]
- گروه بهداشت عمومی[۵]

### دانشکده پرستاری و مامایی
این دانشکده دو گروه آموزشی دارد:
- گروه پرستاری
- گروه مامایی

### دانشکده پزشکی
با تصویب رشته پزشکی در شورای ارزیابی گسترش دانشگاه‌ها در سال ۱۳۶۹ و اضافه شدن رشته پزشکی به رشته‌های مجموعه آموزشی و پژوهشی سازمان منطقه‌ای بهداشت و درمان استان کردستان، این مجموعه به دانشکده علوم پزشکی استان کردستان تبدیل شد و در سال ۱۳۷۱ باتغییر عنوان به دانشگاه علوم پزشکی کردستان، دانشکده پزشکی به یکی از دانشکده‌های دانشگاه تبدیل شد. ساختمان جدید دانشکده با زیربنای ۱۲۰۰۰ متر مربع در مجموعه سایت دانشگاه قرار گرفته‌است.این دانشکده، بزرگترین دانشکده دانشگاه علوم پزشکی کردستان است. گروه‌های آموزشی آن عبارت اند از:
- اورولوژی
- گروه پزشکی
- گروه پزشکی اجتماعی
- گروه جراحی
- گروه داخلی - قلب
- گروه روانپزشکی
- گروه زنان و زایمان
- گروه علوم بالینی
- گروه علوم پایه
- گروه میکروبیولوژی و ایمونولوژی
- گروه کودکان

### دانشکده دندانپزشکی
دانشکده دندانپزشکی دانشگاه علوم پزشکی و خدمات بهداشتی درمانی کردستان به استناد رأی صادره در یکصد و هشتاد و هفتمین جلسه شورای گسترش دانشگاه‌های علوم پزشکی در تاریخ ۱۳۸۷/۲/۲۵ موافقت اصولی تأسیس دانشکده را از وزارت بهداشت، درمان و آموزش پزشکی دریافت کرده و در تاریخ ۲۶/۱۰/۸۹ موفق به دریافت موافقت قطعی گردید. از مهر ماه سال ۱۳۹۰ اولین گروه دانشجویان دکترای دندانپزشکی با ظرفیت ۳۳ نفر پذیرش شدند.
در حال حاضر فضاهای دانشکده دندانپزشکی در سایت پردیس دانشگاه علوم پزشکی شامل: دو ساختمان در مجاورت همدیگر با زیر بنای حدود ۸۰۰۰ متر (حدود ۵۰۰۰ مترمربع زیربنا در فاز اول و حدود۳۰۰۰ متر زیربنا در فاز دوم) می‌باشد.
- گروه اندودانتیکس[۷]
- گروه پریودانتیکس[۸]
- گروه ارتودانتیکس[۹]
- گروه پروتزهای دهان و فک و صورت[۱۰]
- گروه ترمیمی[۱۱]
- گروه پاتولوژی دهان و فک و صورت[۱۲]
- گروه جراحی دهان و فک و صورت[۱۳]
- گروه دندانپزشکی کودکان[۱۴]
- گروه تشخیص بیماری‌های دهان و دندان[۱۵]
- گروه رادیولوژی دهان و فک و صورت[۱۶]

### دانشکده پیراپزشکی
این دانشکده در سه طبقه احداث شده و در طبقات همکف و اول، کلاسهای دانشکده که مشتمل بر ۱۰ کلاس درس با گنجایش ۳۰ نفر کتابخانه با گنجایش ۶۰ نفر می‌باشد.گروه‌های آموزشی ابن دانشکده عبارتند از:
- - گروه علوم آزمایشگاهی[۱۸]
- گروه رادیوتراپی و پزشکی هسته‌ای[۱۹]
- گروه رادیولوژی[۲۰]
- گروه فوریت‌های پزشکی[۲۱]
- گروه هوشبری[۲۲]

### دانشکده داروسازی
- در حال راه‌اندازی است و بزودی جذب دانشجو آغاز می شود.